# 若林健次
若林 健次（わかばやし けんじ、1961年5月7日 - ）は、日本の漫画家。福島県大沼郡会津高田町
（現会津美里町）出身。東京都新宿区在住。男性。大東文化大学卒。代表作に『ドトウの笹口組』『タッチでイクぜ!竹田クン』『オンダ』など。

## 来歴
福島県出身。大東文化大学を卒業後、いしかわじゅんのアシスタントとして働きながら投稿を続ける。1987年、『ドトウの笹口組』（コミックモーニング）でデビュー。以後、味のある絵で意外な展開を巻き起こす社会派の作品を得意とし、多数の出版社から作品を発表している。

## 人物
一時期、忌野清志郎と同居していた。須賀原洋行によると若林の部屋に転がり込んできてベタ塗り等の作業を手伝っていたという。
かつて、おおひなたごう、髙橋ツトム、戸田敦夫（現姓・二ノ宮 漫画家二ノ宮知子の夫）とバンドを組んでいた。

## 漫画作品
- ドトウの笹口組（講談社モーニングKC ）
  - 1巻 1988年4月 ISBN 978-4-06-300033-7
  - 2巻 1988年10月 ISBN 978-4-06-300046-7
  - 3巻 1989年2月 ISBN 978-4-06-300050-4
  - 4巻 1989年5月 ISBN 978-4-06-300053-5
  - 5巻 1989年8月 ISBN 978-4-06-300057-3
  - 6巻 1989年11月 ISBN 978-4-06-300064-1
  - 7巻 1990年2月 ISBN 978-4-06-300067-2
  - 8巻 1990年3月 ISBN 978-4-06-300069-6
  - 9巻 1990年4月 ISBN 978-4-06-300072-6
- 平成嵐山一家（小学館ビッグコミックス 1巻 1991年6月 ISBN 4-09-182501-X 2巻 1991年11月 ISBN 4-09-182502-8 3巻 1992年5月 ISBN 4-09-182503-6）
- ハワイアンスカイ（原作：史村翔）（講談社ミスターマガジンKC 1巻 1992年3月 ISBN 4-06-328008-X 2巻 1992年5月 ISBN 4-06-328010-1）
- 走れ!ブンタ（ビー・エヌ・エヌ 1992年3月 ISBN 4-89369-173-2）
- オンダ（双葉社 1巻 1993年2月 ISBN 4-5758-1853-4 2巻 1993年4月 ISBN 4-5758-1865-8 3巻 1993年8月 ISBN 4-5758-1892-5 4巻 1993年10月 ISBN 4-5758-1908-5）
- 桜の季節に菊が満開（双葉社 1巻 1994年5月 ISBN 4-5758-1951-4 2巻 1994年7月 ISBN 4-5758-1975-1 3巻 1994年11月 ISBN 4-5758-2006-7 4巻 1995年1月 ISBN 4-5758-2029-6）
- ザ・水道マン（双葉社 1995年4月 ISBN 4-5758-2052-0）
- 川中島商店街波風組（リイド社 1巻 1995年12月 ISBN 4-84581-288-6 2巻 1996年4月 ISBN 4-84581-289-4）
- 壊れた人たち : パソコンとつきあう36の方法（毎日コミュニケーションズ 1998年9月 ISBN 4-8399-0052-3）
- 逆境キング（竹書房 1998年9月 ISBN 4-8124-5242-2）
- ごっつぁん!!桃大応援部（秋田書店 1999年3月 ISBN 4-253-06869-3）
- タッチでイクぜ!竹田クン（集英社スーパー・プレイボーイ・コミックス
  - 1巻 2001年6月 ISBN 4-08-857421-4
  - 2巻 2003年1月 ISBN 4-08-857399-4
  - 3巻 2003年3月 ISBN 4-08-857400-1
  - 4巻 2003年6月 ISBN 4-08-857423-0
  - 5巻 2003年9月 ISBN 4-08-857425-7
  - 6巻 2003年12月 ISBN 4-08-857430-3
  - 7巻 2004年2月 ISBN 4-08-857431-1
  - 8巻 2004年5月 ISBN 4-08-857433-8
  - 9巻 2004年9月 ISBN 4-08-857435-4
  - 10巻 2004年12月 ISBN 4-08-857443-5
- 葬儀屋の悪だくみ（講談社モーニングKC 2002年12月 ISBN 4-06-300258-6）
- うちのネコが訴えられました!?（原作：山田タロウ）（角川書店 1巻 2007年12月 ISBN 4-04-725008-2 2巻 2008年5月 ISBN 4-04-725029-5）
- 怪盗レシピ（少年画報社 2012年11月 ISBN 4-7859-3962-1）

## 共著・イラスト
- 面接の達人 : 会社の選び方 1994（著者：中谷彰宏）（ダイヤモンド社 1993年2月 ISBN 4-478-78083-8）
- 面接の達人 : 会社の探し方 1995（著者：中谷彰宏）（ダイヤモンド社 1994年1月 ISBN 4-478-78095-1）
- 面接の達人 : 会社の探し方 1996（著者：中谷彰宏）（ダイヤモンド社 1995年2月 ISBN 4-478-78128-1）
- 面接の達人 : 会社の探し方 1997（著者：中谷彰宏）（ダイヤモンド社 1995年11月 ISBN 4-478-78144-3）
- 面接の達人 : 会社の探し方 1998（著者：中谷彰宏）（ダイヤモンド社 1996年11月 ISBN 4-478-78161-3）
- 面接の達人 : 会社の探し方 1999（著者：中谷彰宏）（ダイヤモンド社 1997年11月 ISBN 4-478-78206-7）
- 女子高生研究所ルーズソックス（ネタ：吉家正子）（ぶんか社 1996年11月 ISBN 4-8211-9515-1）
- ドキドキクラブ危機一髪!（作：大沢直行）（講談社 2005年7月 ISBN 4-06-148691-8）
- 鉄本（ミリオン出版 2010年2月 ISBN 978-4-8130-5233-3）
- 裏ワザDX(デラックス)（ミリオン出版 2011年4月 ISBN 978-4-8130-5302-6）

## その他
- 漫画「流れ星波太郎」競艇マクール連載
- まるポでGO!（丸亀競艇「まるがめポイントクラブ」紹介漫画[2]）
- 神界（東映動画 ファミリーコンピュータ キャラクターデザイン）

※1989年に発売予定だったが発売中止。当時は若林のデザインしたキャラクターを全面に使用した広告も製作されゲーム雑誌に掲載されていた。